# Lego Scooby-Doo : Terreur au temps des chevaliers
Pour plus de détails, voir Fiche technique et Distribution.
Lego Scooby-Doo: Terreur au temps des chevaliers  (Lego Scooby-Doo! Knight Time Terror) est un vidéofilm d'animation à énigme et de comédie américain réalisé par Rick Morales et sorti en 2015. Basé sur les licences Lego et Scooby-Doo, il dessert la gamme Lego Scooby-Doo.

## Synopsis
Le groupe de Scooby-Doo explore le manoir Grimsley à la recherche d'un trésor mais ils sont confrontés à un chevalier noir qui a pris vie.

## Fiche technique
Sauf indication contraire, les informations mentionnées dans cette section peuvent être confirmées par la base de données cinématographiques IMDb,  présente dans la section « Liens externes ».
- Titre : Lego Scooby-Doo : Terreur au temps des chevaliers
- Titre original : Lego Scooby-Doo! Knight Time Terror
- Réalisation : Rick Morales
- Scénario : Heath Corson
- Musique : Robert J. Kral
- Animation :
- Montage :
- Effets visuels :
- Production : Rick Morales
  - Coproduction :
  - Production exécutive :
- Sociétés de production : Warner Bros. Animation, The Lego Group et Hanna-Barbera Productions
  - Société de post-production du son :
- Sociétés de distribution :
  - Distribution tout médias : Warner Bros. Animation (États-Unis), Warner Bros. Television (États-Unis)
  - Distribution DVD et Blu-Ray : Warner Home Video (États-Unis, Allemagne, Japon)
- Pays d'origine :  États-Unis
- Langue originale : anglais
- Durée : 22 minutes
- Dates de sorties :
  - États-Unis : 25 novembre 2015
  - France :

## Distribution

### Voix originales
Sauf indication contraire, les informations mentionnées dans cette section peuvent être confirmées par la base de données cinématographiques IMDb,  présente dans la section « Liens externes ».
- Frank Welker : Fred Jones, Scooby-Doo
- Matthew Lillard : Sammy Rogers
- Grey Griffin : Daphné Blake
- Kate Micucci : Véra Dinkley
- Dee Bradley Baker : Créature de la mer, zombie
- JB Blanc : Atticus Fink, réalisateur
- Christian Lanz : Bryan Lakeshore, momie
- Scott Menville : Junior
- Cassandra Peterson : Drella Diabolique
- James Arnold Taylor : Chet Brickton, narrateur
  - Distribution des rôles : Collette Sunderman

### Voix françaises
- Éric Missoffe : Scooby-Doo, Sammy Rogers
- Mathias Kozlowski : Fred Jones
- Caroline Pascal : Véra Dinkley
- Céline Melloul : Daphné Blake
- Thomas Sagols : Junior
- Michel Bedetti : Chet Brickton